# Фрідріх Голльвіцер
Фрідріх Голльвіцер (нім. Friedrich Gollwitzer; 27 квітня 1889, Булленгайм — 25 березня 1977, Амберг) — німецький воєначальник, генерал піхоти вермахту. Кавалер Лицарського хреста Залізного хреста.

## Біографія
1 серпня 1908 року вступив на службу в Баварську армію. Учасник Першої світової війни. Після демобілізації армії залишений у рейхсвері.
З 2 лютого 1940 по 10 березня 1943 року — командир 88-ї піхотної дивізії. Учасник Французької кампанії і німецько-радянської війни. З 22 березня 1943 року — командир 53-го армійського корпусу. Під час операції «Багратіон» 28 червня 1944 року взятий у полон радянськими військами. Визволений 6 жовтня 1955 року.

## Звання
- Фанен-юнкер (1 серпня 1908)
- Фанен-юнкер-унтерофіцер (1 листопада 1908)
- Фенріх (12 березня 1909)
- Лейтенант (23 жовтня 1910)
- Оберлейтенант (1 червня 1915)
- Гауптман (18 серпня 1918)
- Майор (1 березня 1930)
- Оберстлейтенант (1 квітня 1934)
- Оберст (1 січня 1936)
- Генерал-майор (1 жовтня 1939)
- Генерал-лейтенант (1 жовтня 1941)
- Генерал піхоти (20 січня 1944)

## Нагороди
- Бронзова ювілейна медаль для іноземців (Австро-Угорщина) (2 грудня 1908)
- Медаль принца-регента Луїтпольда (3 березня 1911)
- Залізний хрест
  - 2-го класу (12 березня 1915)
  - 1-го класу (17 жовтня 1916)
- Орден «За військові заслуги» (Баварія) 4-го класу з мечами (29 квітня 1915)
- Почесний хрест ветерана війни з мечами (1 лютого 1935)
- Медаль «За вислугу років у Вермахті» 4-го, 3-го, 2-го і 1-го класу (25 років) (21 жовтня 1936) — отримав 4 медалі одночасно.
- Медаль «У пам'ять 13 березня 1938 року»
- Застібка до Залізного хреста 2-го і 1-го класу
- Медаль «За зимову кампанію на Сході 1941/42»
- Німецький хрест в золоті (25 січня 1943)
- Лицарський хрест Залізного хреста (8 лютого 1943)